# Dear Lonely Hearts
Dear Lonely Hearts è un album in studio del musicista statunitense Nat King Cole, pubblicato nel 1962.

## Tracce
1. Dear Lonely Hearts (Bob Halley, E.J. Anton) – 3:08
2. Miss You (Charles Tobias, Harry Tobias) – 2:32
3. Why Should I Cry Over You? (Chester Conn, Nathan "Ned" Miller) – 2:26
4. Near You (Francis Craig, Kermit Goell) – 2:16
5. Yearning (Just for You) (Benny Davis, Joe Burke) – 2:30
6. My First and Only Lover (Artie Kaplan, Paul Kaufman, Jack Keller) – 2:25
7. All Over the World (Al Frisch, C. Tobias) – 2:25
8. Oh, How I Miss You Tonight (Davis, Joe Burke, Mark Fisher) – 2:24
9. Lonesome and Sorry (Con Conrad, Davis) – 2:23
10. All by Myself (Irving Berlin) – 2:15
11. Who's Next in Line? (Clyde Otis, Rose Marie McCoy) – 2:21
12. It's a Lonesome Old Town (Charles Kisco, C. Tobias) – 2:03